# Cláudio Ribeiro (político)
Cláudio Ribeiro era um empresário. E também foi o primeiro prefeito da então emancipada Rio das Ostras.

## Morte

### Assassinato
Cláudio Ribeiro foi assassinado com 5 tiros em seu próprio sítio localizado em Vila Verde (Rio das Ostras) em 6 de Fevereiro de 1996 por volta das 14h30m.
Os dois homens entraram no sítio de Cláudio e foram atendidos pelo mesmo na porta de sua casa. Um dos homens carregando um galão de água alegava que seu carro havia superaquecido e pedia água à Cláudio, quando Cláudio se virou para pegar água para o homem os homens sacaram duas pistolas e dispararam 7 tiros a queima roupa em direção a Cláudio dos quais 5 atingiram Cláudio, sendo 3 na cabeça, um no ombro e um na face.
Um dos empregados de Cláudio viu o assassinato e descreveu os dois homens como tendo cabelo curto, descalços e usando bermudas, um deles com uma tatuagem na mão.

#### Motivações
É especulado que a motivação do assassinato foi a suposta quebra com seus financiadores de campanha

### Funeral e enterro
O funeral de Cláudio Ribeiro ocorreu no dia 7 de Fevereiro de 1996 e mobilizou grande parte de Rio das Ostras, Cláudio foi carregado em um carro de bombeiros e levado pela avenida central da cidade até o Cemitério Jardim Mariléa onde Cláudio foi enterrado.
O funeral contou com uma multidão a pé, cerca de 100 carros, 10 ônibus, bicicletas e motos acompanhando o cortejo. Junto com políticos de Casimiro de Abreu e Rio Bonito, o governador Marcello Alencar e o secretário estadual de justiça Jorge Loretti
Cerca de 90% dos comerciantes fecharam as portas em sinal de Luto